# Pokémon Evolutions
Покемон: Еволюції (яп. ポケモン エボリューションズ, Pokémon Eboryūshonzu) — японський анімаційний оригінальна анімація мережі серії випускаючи на YouTube та Pokémon TV від The Pokémon Company.
Це серія з 8 епізодів, що вийшли до святкування з 25-річчя з Покемон та натхненний усіма 8 регіонами з світу Покемонів. Вперше серіал був анонсований на 2 вересня 2021 року. Кожен епізод присвячений кожному регіону основного серіалу у зворотному порядку за введенням. Перший епізод був вийшов 9 вересня 2021 року, а епізоди виходитимуть щотижня або раз на два тижні.

## Епізоди
| № серії | Назва серії                                                       | Регіон | Оригінальна дата виходу |
| --- | ----------------------------------------------------------------- | ------ | ----------------------- |
| 1 | «Чемпіон» «The Champion» "The Champion" (ザ・チャンピオン)»       | Ґалара | 9 вересня 2021          |
| За кілька хвилин до свого чемпіонського матчу чемпіон Ґалара Леон розмірковує про свою поразку від Етернатуса під час найтемнішого дня та подальший тріумф Віктора; Леон - претендент. |                                                                   |        |                         |
| 2 | «Затемнення» «The Eclipse» "The Eclipse" (ジ・エクリプス)»        | Алола  | 23 вересня 2021         |
| 3 | «Візіонер» «The Visionary» "The Vision" (ザ・ビジョン)»           | Калос  | 7 жовтня 2021           |
| 4 | «План» «The Plan» "The Plan" (ザ・プラン)»                        | Унова  | 21 жовтня 2021          |
| 5 | «Суперник» «The Rival» "The Rival" (ザ・ライバル)»                | Сінно  | 2 грудня 2021           |
| 6 | «Бажання» «The Wish» "The Wish" (ザ・ウィッシュ)»                 | Хоенн  | 9 грудня 2021           |
| 7 | «Шоу» «The Show» "The Show" (ザ・ショウ)»                         | Джонто | 16 грудня 2021          |
| 8 | «Відкриття» «The Discovery» "The Discovery" (ザ・ディスカバリー)» | Канто  | 23 грудня 2021          |

## Персонажі та голос
| Персонаж           | Англійський       | Японський      |
| ------------------ | ----------------- | -------------- |
| Алдер              |                   |                |
| Диктор (Ґалар)     | Кевін М. Конноллі | Такуму Міязоно |
| Баррі              |                   |                |
| Калем              |                   |                |
| Корвінайт          | Шого Саката       | Шого Саката    |
| Гетсі              |                   |                |
| Зелене             |                   |                |
| Хоп                | Адріель Варлак    | Мію Ірино      |
| Юпітер             |                   |                |
| Кімоно Дівчина     |                   |                |
| Леон               | Алекс Ле          | Дайсуке Оно    |
| Лілі               |                   |                |
| Люзамін            |                   |                |
| Лісандр            |                   |                |
| Мей                |                   |                |
| Пікачу (Жіночий)   | Аріса Корі        | Аріса Корі     |
| Пікачу (Чоловічий) | Міярі Немото      | Міярі Немото   |
| Рукіді             | Хіна Нацуме       | Хіна Нацуме    |
| Селене             |                   |                |
| Віктор             | Алекс Ле          | Кохсуке Танабе |

## Дивитися також
- Покемон. Витоки, вебсеріал аніме, що пропагує оригінальну історію про Pokémon Red and Green, & Мега Чарізард X з Pokémon X і Y
- Покемон. Покоління, вебаніме-серіал, що вийшов на 20-річчя
- Покемон. Сутінки Крила, вебаніме-серіал що популяризує Pokémon Sword і Shield, та його DLCs Острів з Броні та Коронова Тундра